# Alessandro Pagano
Alessandro Saro Alfonso Pagano (San Cataldo, 12 giugno 1959) è un politico italiano, esponente ed ex deputato della Lega.

## Biografia

### Carriera
Laureato in economia e scienze bancarie presso l'Università di Messina. Dal 1976 fa parte dell'associazione Alleanza Cattolica.

### Carriera politica
Nel 1994 aderisce a Forza Italia e nel 1996 è eletto deputato all'Assemblea regionale siciliana nel collegio di Caltanissetta, ed è per un biennio assessore regionale alla Sanità della Regione Siciliana nella Giunta Provenzano di centrodestra (1996-1998).
Rieletto nel 2001 all'Assemblea regionale siciliana, è prima assessore regionale al Bilancio e poi ai Beni Culturali nella I Giunta presieduta da Salvatore Cuffaro fino al 2006. Riconfermato deputato regionale anche nel 2006, riveste per un biennio l'incarico di responsabile organizzativo di Forza Italia in Sicilia.
Nell'aprile 2008 è stato eletto alla Camera dei deputati nella XXIV circoscrizione (Sicilia 1) nelle liste del Popolo delle Libertà. È un componente della VI Commissione (Finanze) dal 21 maggio 2008 e dal settembre 2010 è capogruppo per il PdL in Commissione Bicamerale per l'Infanzia e l'Adolescenza.
Alle elezioni politiche del 2013 viene rieletto alla Camera dei Deputati sempre con il PdL.
Il 16 novembre 2013, con la sospensione delle attività del Popolo della Libertà, aderisce al Nuovo Centrodestra guidato da Angelino Alfano.
Alla Camera dei deputati, si distingue per un'iniziativa legislativa atta al rientro dei cervelli italiani emigrati all'estero, ed alla riproposizione della legge controesodo.
L'11 maggio 2016 in dissenso con il suo partito sul ddl sulle Unioni Civili, si sospende dal Nuovo Centrodestra.
Il 18 ottobre 2016 abbandona il Nuovo Centrodestra e aderisce a Noi con Salvini, movimento politico associato alla Lega Nord presente nel mezzogiorno d'Italia.
Coordinatore del partito nel versante occidentale dell'isola, Pagano viene rieletto nel 2018 per la terza volta alla Camera dei Deputati alle elezioni del 4 marzo.

### Controversie
In passato è stato indagato dalla procura di Termini Imerese insieme ad altri neo-militanti leghisti con l'accusa di voto di scambio: i magistrati hanno chiesto alla Camera l'autorizzazione per usare le intercettazioni che riguardano Pagano; l'indagine ha coinvolto compelessivamente 87 persone. Nel giugno 2021, al termine dell'udienza preliminare, il giudice di Termini Imerese Valeria Gioeli ha rinviato a giudizio 18 persone; ha invece prosciolto Alessandro Pagano e la maggior parte degli altri indagati, perché il fatto non sussiste.

## Vita privata
Sposato con Gabriella, è padre di quattro figli.